# Procession des reines de Gorjani
La procession de printemps des reines de Gorjani est une coutume croate. Pratiquée à l'occasion de la Pentecôte, elle disparaît à la fin du dix-neuvième siècle, mais est à nouveau célébrée au vingt-et-unième siècle. En 2009, elle est inscrite sur la liste représentative du patrimoine culturel immatériel de l'humanité par l'UNESCO.  

## Histoire et pratique
La description officielle de l'Unesco évoque le fait que l'origine et la signification de ce rituel sont méconnues. Cependant, une explication possible est que cette procession célèbre un acte de résistance contre les envahisseurs Turcs : alors que le village de Gorjani est envahi par ces derniers, et les hommes capturés, les villageoises se vêtent de chapeaux d'homme ornés de fausses fleurs et de vêtements colorés. Elles portent aussi des faux et des faucilles, ce qui, d'après la légende, effraie les Turcs, qui battent en retraite. Cette coutume se répand en Slavonie, en Syrmie, ainsi qu'en Baranie. Dès la fin du dix-neuvième siècle, elle disparaît. Dans le village de Gorjani, elle se poursuit jusqu'en 1956 et réapparaît en 2005. 
Cette coutume est alors célébrée à l'occasion de la Pentecôte, avec des sabres au lieu de faucilles et de faux. Un cortège de jeunes femmes déguisées se forme. Réunies chez un des membres, elles se déplacent ensuite dans le village, entrant dans les maisons ayant la porte ouverte. Elles chantent, dansent et se voient offrir des cadeaux. Au vingt-et-unième siècle, les femmes assistent à la messe de la Pentecôte, avant de danser en cercle sur de la musique. La procession commence donc dans la cour de l'église. Certaines femmes incarnent des rois (kraljevi), d'autres des reines (kraljice). La description de l'Unesco mentionne dix rois et cinq reines. Villageois, écoles élémentaires et église participent à la cérémonie. 

## Reconnaissance et préservation
En 2009, « La procession de printemps des Ljelje/Kraljice (ou reines) de Gorjani » est inscrite sur la liste représentative du patrimoine culturel immatériel du l'humanité. La description officielle de l'Unesco évoque la fierté causée par cette coutume, symbole du village et occasion de valoriser la beauté de ses membres. C'est l'association Gorjanac qui se charge de la préservation de cet évènement.  